# Monte Makaya
A Monte Makaya  é uma montanha russa fabricada pela Intamin AG. Quando inaugurada em 1998, era a montanha russa com maior número de inversões no mundo: 8 vezes de cabeça pra baixo, porém, depois de 4 anos no topo, foi superada pela Colossus do Thorpe Park com 2 inversões a mais.
A "Monte Makaya" foi o primeiro projeto realizado pela Intamin com 8 inversões, em sua inauguração, era um modelo único no mundo, porém, montanhas russas similares foram produzidas pela fábrica, entre esses "clones" estão: Flight of the Phoenix localizada no parque chinês Harborland Theme Park, Colossus localizada no parque inglês Thorpe Park (que foi o primeiro "clone" com 10 inversões), e Avalancha localizada no Xetulul, na Guatemala. No começo de 2016, na desmontagem da Monte Makaya, no inoperante parque Terra encantada no Rio de Janeiro, foram visto caminhões do parque de diversões Mirabilandia transportando os trilhos para o estado de Pernambuco, onde ela será montada no novo terreno do parque situado na cidade de Paulista.

## Layout
Depois de subir a colina de elevação de 121 pés, os carros se voltam e fazem a primeira queda, que é seguida por um loop vertical. Saindo do loop, eles passam por uma pequena colina  ao lado da estação e depois entram em um rolo de cobra. As quarta e quinta inversões, dois consecutivos saca-rolhass, seguem depois que o trem sai do rolo de cobra. Após outra reviravolta, os cavaleiros passam por um rolo de linha de coração triplo (três roteiros consecutivos zero-g rolls); uma hélice para baixo; e um monte curto, o que os gira uma última vez antes da corrida de frenagem final.
Embora Monte Makaya tenha oito inversões, seu layout ainda é compacto; é quase 1500 pés mais baixo do que Dragon Khan, outro coaster com oito inversões.

## Dados Técnicos
- Capacidade: 1.500 pessoas/hora
- Percurso: 800 m
- Altura: 37 m
- Velocidade Máxima: 80 km/h
- Duração: 1 min. e 45 seg.
- Restrição de altura: 1,30m
- Fabricante: Intamin AG (Suíça)